# دماغه سویاتوی نوس
دماغه سویاتوی نوس (انگلیسی: Cape Svyatoy Nos) یک دماغه در ناحیه یاقوتستان کشور روسیه است.